# شفاننبك
شواننبك (بالألمانية: Schwanebeck) هي بلدة ألمانية تقع في ألمانيا في ساكسونيا أنهالت. يقدر عدد سكانها بـ 2,694 نسمة .